# Будинок-музей Чехова в Сумах
Меморіальний будинок-музей А. П. Чехова у місті Суми — музей російського письменника, літературного класика Антона Чехова (1860–1904) у Сумах (район Луки), колишня садиба родини Линтварьових, де в період з 1888 по 1889 рр. проживав письменник.

## Опис

Садиба Линтварьових (1880-1890-ті рр.)

Автором проекту садиби вважають харківського губернського архітектора П. Ярославського.
Головний будинок є типовим представником «дворянських гнізд» XVIII–XIX ст. На фасаді, між боковими виступами, знаходиться відкрита тераса, на іншій стороні будинку — існував невеликий балкон.
Один із флігелів будинку дерев'яний, одноповерховий. Приміщення розраховувалося на п'ять кімнат та передпокій. Парадний вхід по боках оточений шістьома колонами, що теж є традиційним для таких споруд. Між двома середніми колонами вбудований вхідний тамбур, над яким знаходиться фронтон трикутної форми.
Інший флігель цегляний, триповерховий. Баштоподібна споруда з високим цоколем та двома основними поверхами.
Основним архітектурним стилем садиби є класицизм.

## Історичний нарис

Чехови на ґанку другого флігеля (1889)

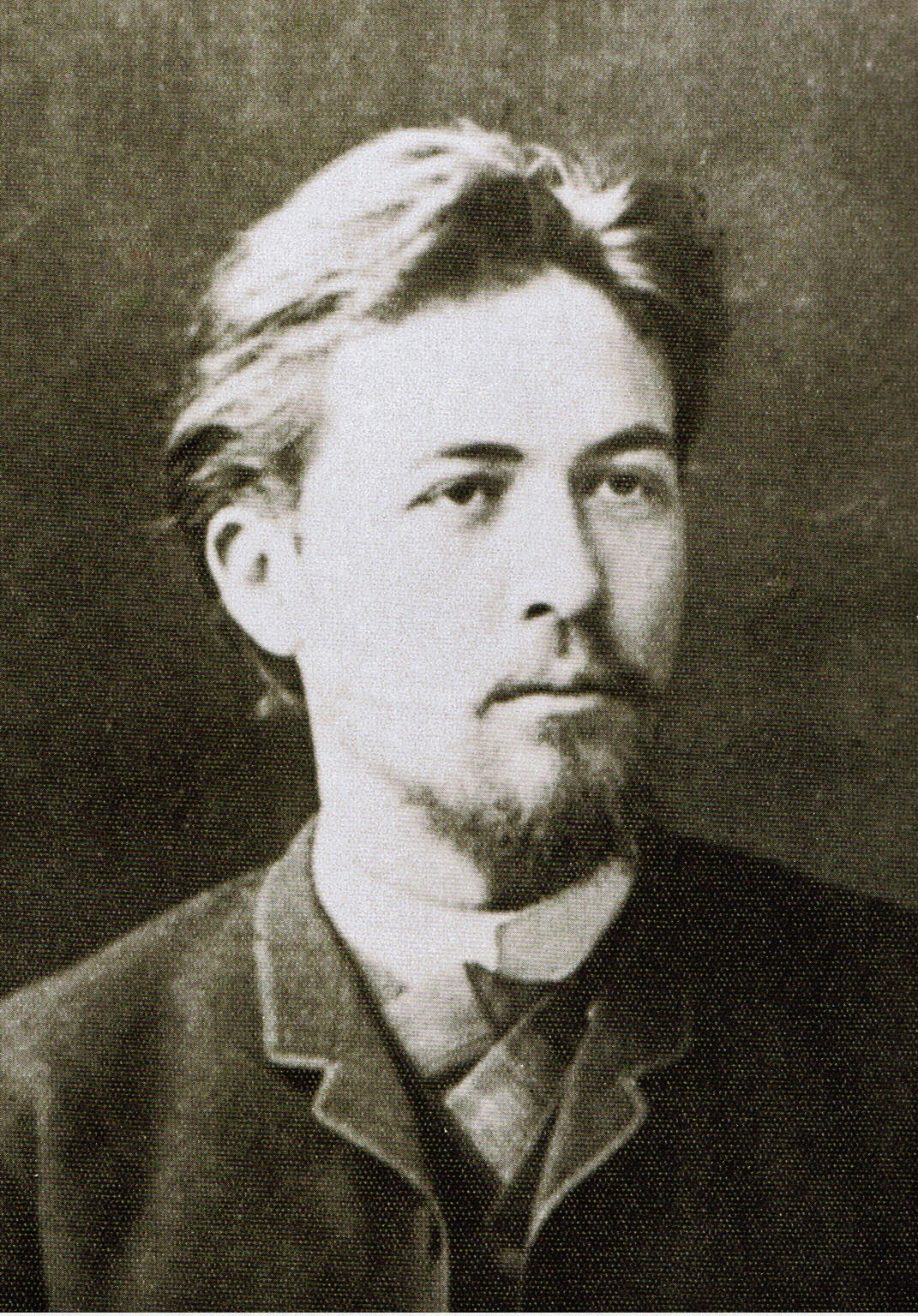
Антон Павлович Чехов

Влітку 1888–1889 рр. у дворянській садибі поміщиків Линтварьових жив та працював у західному флігелі новеліст і драматург А. П. Чехов. Саме тут, на Луці, де нині розташований музей, Чехов приймав хворих та працював над повістю "Сумна історія", оповіданням «Життєва дрібниця»("Неприємність"), п'єсою «Лісовик» та водевілем "Трагік мимоволі". На Луці письменник збагатився враженнями, які використав в повістях "У яру", "Чорний монах", оповіданнях "Іменини", "Людина у футлярі", "Красуні".
Влітку 1889 року в Сумах помер від туберкульозу брат Антона Павловича художник Микола Чехов. Він похований на Лучанському кладовищі. Могила збереглася.
Востаннє Антон Чехов перебував на Луці в серпні 1894 року.
Будинок-музей відкритий до 100-ї річниці від дня народження письменника 29 січня 1960 року. Ще в 1950-х рр. було встановлено мармурову дошку, на якій міститься напис: «У цьому будинку в 1888–1889 рр. жив і працював великий російський письменник Антон Павлович Чехов».
Сам Антон Павлович так згадував про своє перебування на Сумщині:
|  | «Крім природи ніщо не вражає мене так в Украйні, як загальний достаток, народне здоров'я, високий ступінь розвитку тутешнього мужика, який і розумний, і релігійний, і тверезий, і моральний, і завжди веселий і ситий» Оригінальний текст (рос.) «Кроме природы ничто не поражает меня так в Украйне, как общее довольство, народное здоровье, высокая степень развития здешнего мужика, который и умен, и религиозен, и трезв, и нравственен, и всегда весел и сыт» |

|  | «Аббація і Адріатичне море прекрасні, але Лука і Псел краще» Оригінальний текст (рос.) «Аббация и Адриатическое море великолепны, но Лука и Псел лучше» |

## Режим роботи для відвідувачів
- Понеділок, вівторок, середа, четвер, п'ятниця від 10:00 до 17:00
- Субота — вихідний день
- Неділя від 11:00 до 16:00
- телефон для довідок: (0542) 25-11-96
- попереднє замовлення екскурсії: 0954523410 - Віктор